# Vindicte (film)
Pour les articles homonymes, voir Vindicta  (film, 1923).
Pour plus de détails, voir Fiche technique et Distribution.
Vindicte (Vindicta) est un film d'horreur américain écrit par Ian Neligh, réalisé par Sean McNamara et sorti en 2023.

## Fiche technique
- Titre original : Vindicta
- Titre français : Vindicte
- Réalisation : Sean McNamara
- Scénario : Ian Neligh, Steven Paul
- Photographie : Ryan Petey
- Montage : Tony Dean Smith
- Musique : Matthew Rogers
- Production :
- Sociétés de production :
- Pays de production : États-Unis
- Langue originale : anglais
- Format : couleur
- Genre : horreur
- Durée : 87 minutes
- Dates de sortie[1] :
  - États-Unis : 6 octobre 2023 (internet)

## Distribution
- Elena Kampouris (VF : Caroline Mozzone) : Lou
- Jeremy Piven (VF : Lionel Tua) : Patrick O'Connor
- Sean Astin (VF : Christophe Lemoine) : Rick
- Travis Nelson (en) (VF : Marc Arnaud) : l'inspecteur Stan Russo
- Jaime M. Callica (VF : Baptiste Marc) : Jason Clark
- Daniel Cudmore : David
- Bradley Stryker (VF : Damien Ferrette) : Vinny
- Karolina Cubitt (VF : Delphine Saley) : Ramona
- Michasha Armstrong (VF : Bertrand Nadler) : Hale
- Olivia Summers (VF : Anne Rondeleux) : Lana
- Adam Pateman (VF : Kévin Goffette) : le caméraman
- Todd Masters : l'officier Thomas
- Timothy Lambert : le sans-abri
- Robin Atkin Downes : David (voix)
- Adam Gillese : le fils de Rick

 Source et légende : version française (VF) sur RS Doublage et le carton du doublage français sur Paramount+.